# Ô Môn (quận)
Ô Môn là một quận nội thành cũ thuộc thành phố Cần Thơ, Việt Nam.

## Địa lý
Quận Ô Môn nằm ở phía bắc nội thành của thành phố Cần Thơ, nằm cách trung tâm thành phố khoảng 20 km theo Quốc lộ 91, có vị trí địa lý:
- Phía đông giáp huyện Lai Vung, tỉnh Đồng Tháp và huyện Bình Tân, tỉnh Vĩnh Long
- Phía tây giáp huyện Thới Lai và huyện Cờ Đỏ
- Phía nam giáp quận Bình Thủy và huyện Phong Điền
- Phía bắc giáp quận Thốt Nốt.

Quận Ô Môn có diện tích 131,91 km², dân số năm 2024 là 146.320 người, mật độ dân số đạt 1.109 người/km².

## Hành chính
Quận Ô Môn có 7 đơn vị hành chính cấp xã trực thuộc, bao gồm 7 phường: Châu Văn Liêm, Long Hưng, Phước Thới, Thới An, Thới Hoà, Thới Long, Trường Lạc.
| P. Thới Long P. Thới An P. Phước Thới P. Long Hưng P. Thới Hòa P. Châu Văn Liêm P. Trường Lạc Tỉnh Đồng Tháp Tỉnh Vĩnh Long Quận Bình Thủy Huyện Phong Điền Huyện Thới Lai Huyện Cờ Đỏ Quận Thốt Nốt Bản đồ hành chính quận Ô Môn, thành phố Cần Thơ |

## Lịch sử

### Tên gọi
Ban đầu, địa danh Ô Môn chỉ là tên một làng thuộc tổng Thới Bảo, tỉnh Cần Thơ. Sau này, thực dân Pháp thành lập quận và đặt tên là quận Ô Môn do lấy theo tên gọi làng Ô Môn vốn là nơi đặt quận lỵ.

### Thời phong kiến
Sau khi chiếm hết được các tỉnh Nam Kỳ vào năm 1867, thực dân Pháp dần xóa bỏ tên gọi tỉnh An Giang cùng hệ thống hành chính phủ huyện cũ thời nhà Nguyễn, đồng thời đặt ra các hạt Thanh tra.
Vào đầu triều Nguyễn, huyện Ô Môn được lập riêng cho người Khmer ở vùng đất dọc theo sông Hậu Giang.
Năm 1813, huyện Ô Môn đổi tên thành huyện Vĩnh Định.
Năm 1832, tỉnh An Giang được thành lập.
Năm 1836, vùng đất quận Ô Môn, huyện Thới Lai và một phần các huyện Cờ Đỏ, Phong Điền ngày nay thuộc tổng Định Thới, huyện Vĩnh Định, phủ Tân Thành, tỉnh An Giang. Tổng Định Thới khi đó gồm 6 thôn: Bình Thủy, Phú Long, Tân Lộc Đông, Thới An, Thới An Đông, Thới Hưng.
Năm 1839, nhà Nguyễn lập mới huyện Phong Phú và đặt huyện này thuộc phủ Tuy Biên, tỉnh An Giang. Huyện Phong Phú từng là đất huyện Vĩnh Định và đất thổ huyện Ô Môn của Cao Miên, lỵ sở huyện đặt tại vùng đất ven sông Cần Thơ (còn gọi là Cầm Thi Giang). Lúc này, vùng đất Ô Môn, Thới Lai, Cờ Đỏ, Phong Điền ngày nay thuộc tổng Định Thới, huyện Phong Phú, phủ Tuy Biên, tỉnh An Giang.

### Thời Pháp thuộc
Sau khi chiếm hết được các tỉnh Nam Kỳ vào năm 1867, thực dân Pháp dần xóa bỏ tên gọi tỉnh An Giang cùng hệ thống hành chính phủ huyện cũ thời nhà Nguyễn, đồng thời đặt ra các hạt Thanh tra. Tổng Định Thới lúc này lần lượt thuộc hạt Sa Đéc, hạt Trà Ôn và sau cùng là hạt Cần Thơ.
Năm 1876, các thôn đổi thành làng, hạt thanh tra Cần Thơ đổi thành hạt tham biện Cần Thơ thuộc khu vực hành chánh Bassac (Hậu Giang) do thực dân Pháp đặt ra. Cũng về sau, tổng Định Thới được tách ra để thành lập mới tổng Thới Bảo.
Ngày 1 tháng 1 năm 1900, tất cả các đơn vị hành chính cấp tỉnh ở Đông Dương điều thống nhất gọi là "tỉnh", trong đó có tỉnh Cần Thơ. Các tổng Định Thới và Thới Bảo ban đầu trực thuộc tỉnh Cần Thơ.
Năm 1918, thực dân Pháp thành lập quận Ô Môn thuộc tỉnh Cần Thơ, với quận lỵ ban đầu đặt tại làng Ô Môn. Sau này, làng Ô Môn bị giải thể, sáp nhập vào làng Thới Thạnh nên quận lỵ Ô Môn về sau thuộc địa bàn làng Thới Thạnh.
Ban đầu, quận Ô Môn gồm 2 tổng với 18 làng trực thuộc như sau (theo thống kê năm 1917):
- Tổng Định Thới có 10 làng: Bình Phước, Bình Xuân, Long Tuyền, Phú Luông, Tân Thới, Thới An, Thới An Đông, Thới Giai, Thới Hanh, Thới Hưng.
- Tổng Thới Bảo có 8 làng: Định Môn, Ô Môn, Thới Lai, Thới Thạnh, Thới Thạnh Hạ, Trường Lạc, Trường Long, Trường Thành.

Sau này, thực dân Pháp tiến hành hợp nhất một số làng lại và lấy tên gọi mới cho các làng, bên cạnh đó cũng giải thể và sáp nhập một số làng vào các làng khác lân cận như:
- Thành lập làng Phước Thới trên cơ sở hợp nhất làng Bình Phước và làng Thới Hanh.
- Thành lập làng Giai Xuân trên cơ sở hợp nhất làng Thới Giai và làng Bình Xuân.
- Thành lập làng Thới Long trên cơ sở hợp nhất làng Thới Hưng và làng Phú Luông.
- Thành lập làng Thới Thạnh trên cơ sở hợp nhất làng Ô Môn, làng Thới Thạnh, làng Thới Thạnh Hạ.

Cũng về sau, các làng Long Tuyền, Giai Xuân và Trường Long được giao về cho tổng Định An thuộc quận Châu Thành, tỉnh Cần Thơ quản lý.
Sau Cách mạng tháng Tám năm 1945, Ủy ban Kháng chiến Hành chánh Nam bộ chủ trương bỏ cấp tổng, bỏ đơn vị làng, thống nhất gọi là xã, đồng thời bỏ danh xưng quận, gọi thay thế bằng huyện. Chính quyền Việt Nam Cộng hòa đến năm 1956 cũng thống nhất dùng danh xưng là xã, tuy nhiên vẫn gọi là quận cho đến năm 1975. Huyện Ô Môn khi đó vẫn thuộc tỉnh Cần Thơ. Năm 1947, chính quyền Việt Minh chia huyện Ô Môn thành 2 huyện là Ô Môn A và Ô Môn B cùng thuộc tỉnh Cần Thơ, đến năm 1954 thì hợp nhất lại thành một huyện Ô Môn như trước.

### Giai đoạn 1956–1976

#### Việt Nam Cộng hòa
Sau năm 1956, các làng gọi là xã.
Ngày 22 tháng 10 năm 1956, Tổng thống Việt Nam Cộng hòa ban hành Sắc lệnh số 143-NV về việc thành lập tỉnh Phong Dinh trên cơ sở đổi tên tỉnh Cần Thơ. Tỉnh lỵ là Cần Thơ. Ban đầu, Ô Môn vẫn là tên quận thuộc tỉnh Phong Dinh.
Ngày 16 tháng 10 năm 1958, Tổng thống Việt Nam Cộng hòa ban hành Nghị định số 573-BNV/HC/P7/NĐ về việc:
- Đổi tên quận Ô Môn thuộc tỉnh Phong Dinh thành quận Phong Phú.
- Đổi tên xã Trường Lạc thành xã Bình An.
- Tách đất xã Thới Long để lập mới xã Ngôn Thiện.

Ngày 2 tháng 7 năm 1962, Tổng thống Việt Nam Cộng hòa ban hành Sắc lệnh số 149-NV về việc:
- Thành lập quận Khắc Nhơn. Quận lỵ đặt tại Bảy Ngàn.
- Thành lập quận Khắc Trung. Quận lỵ đặt tại Cờ Đỏ.

Ngày 20 tháng 4 năm 1964, Thủ tướng Chính phủ Việt Nam Cộng hòa ban hành Nghị định số 806-NV về việc:
- Đổi tên quận Khắc Nhơn thành quận Thuận Nhơn.
- Đổi tên quận Khắc Trung thành quận Thuận Trung.
- Quận Thuận Trung lúc này cũng nhận thêm xã Thạnh Phú từ quận Thốt Nốt của tỉnh An Giang giao cho.
- Quận Phong Phú có 2 tổng với 9 xã:
  - Tổng Thới Bảo có 4 xã: Bình An, Định Môn, Thới Thạnh, Trường Thành.
  - Tổng Định Thới có 5 xã: Phước Thới, Tân Thới, Thới An, Thới An Đông, Thới Long.
- Quận Thuận Trung có 1 tổng Phong Thuần với 4 xã: Ngôn Thiện, Thạnh Phú, Thới Đông, Thới Lai.

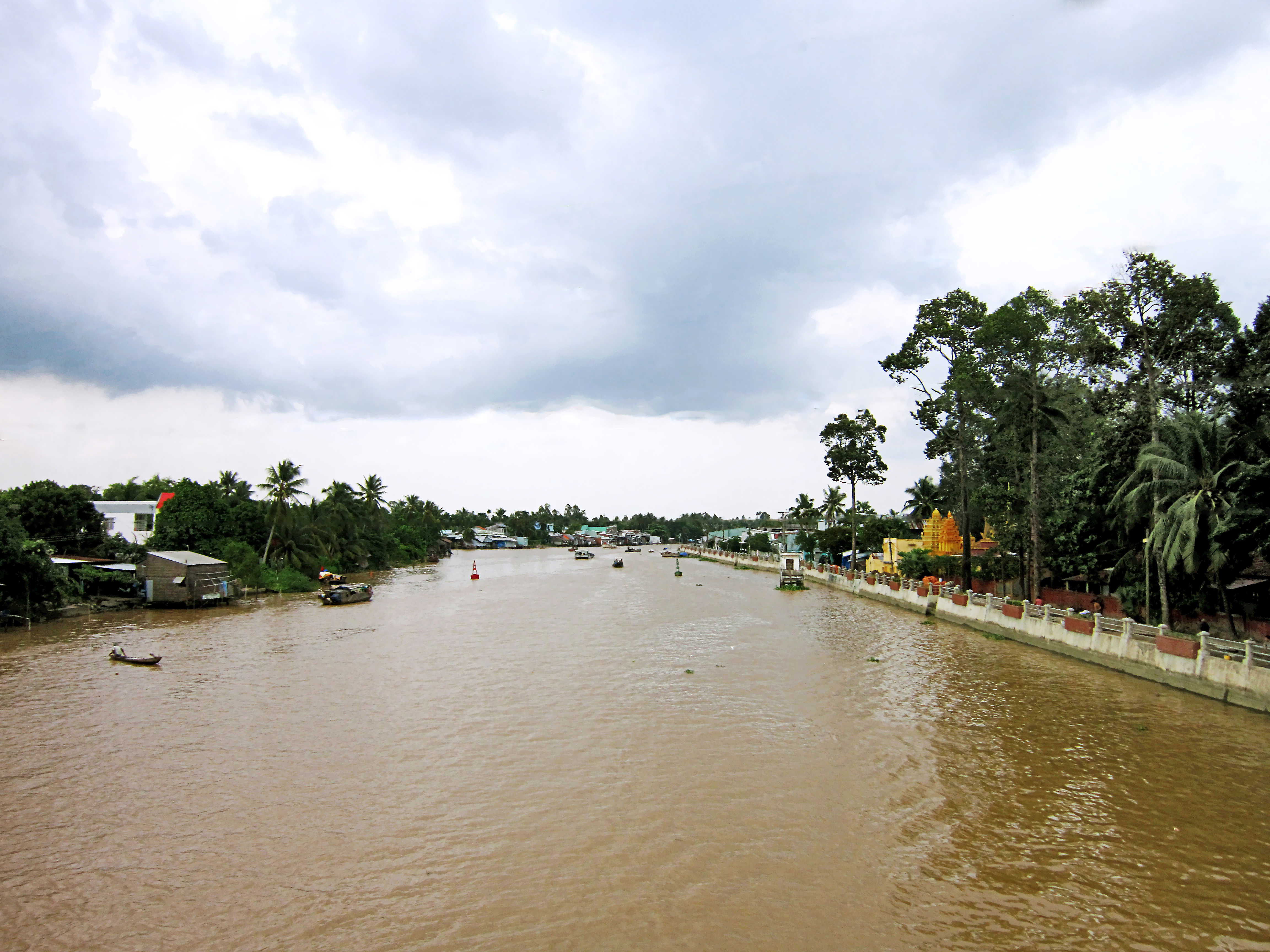
Sông Ô Môn, đoạn chảy qua chùa Pôthi Somrôn

Sau năm 1965, cấp tổng bị giải thể, các xã trực thuộc quận.
Ngày 26 tháng 5 năm 1966, Chủ tịch Ủy ban Hành pháp Trung ương Việt Nam Cộng hòa ban hành Nghị định số 896-NĐ/NV về việc:
- Thành quận Phong Điền thuộc tỉnh Phong Dinh trên cơ sở xã Cầu Nhiếm (bao gồm một phần đất phía tây xã Trường Thành và một phần đất phía bắc xã Tân Thới) thuộc quận Phong Phú; 3 xã: Nhơn Ái, Nhơn Nghĩa, Mỹ Khánh thuộc quận Châu Thành và xã Trường Long thuộc quận Thuận Nhơn.
- Tách đất các xã Tân Thới và Trường Thành của quận Phong Phú để lập mới xã Cầu Nhiếm và giao xã này cho quận Phong Điền cùng tỉnh mới được thành lập.

Cho đến trước năm 1975, chính quyền Việt Nam Cộng hòa phân chia hành chánh các quận Phong Phú và Thuận Trung thuộc tỉnh Phong Dinh như sau:
- Quận Phong Phú có 9 xã: Bình An, Định Môn, Thới Thạnh, Trường Thành, Phước Thới, Tân Thới, Thới An, Thới An Đông, Thới Long. Quận lỵ đặt tại xã Thới Thạnh (ngày nay thuộc khu vực phường Châu Văn Liêm, quận Ô Môn).
- Quận Thuận Trung có 4 xã: Thới Lai, Thới Đông, Thạnh Phú, Ngôn Thiện. Quận lỵ đặt tại xã Thới Đông (ngày nay thuộc khu vực thị trấn Cờ Đỏ, huyện Cờ Đỏ).

#### Chính quyền Cách mạng
Sau năm 1956, chính quyền Mặt trận Dân tộc Giải phóng Miền Nam Việt Nam và sau này là Chính phủ Cách mạng lâm thời Cộng hòa Miền Nam Việt Nam vẫn duy trì tên gọi huyện Ô Môn thuộc tỉnh Cần Thơ cho đến năm 1975.
Huyện Ô Môn ban đầu vẫn giữ lại các xã Thới An Đông và Trường Long, đồng thời vẫn duy trì tên gọi xã Trường Lạc như cũ. Về sau, các xã Thới An Đông và Trường Long cũng được giao về cho huyện Châu Thành cùng thuộc tỉnh Cần Thơ quản lý. Bên cạnh đó, tên gọi các xã mới như Ngôn Thiện, Cầu Nhiếm cũng không được phía chính quyền Cách mạng công nhận và sử dụng.
Năm 1965, Tỉnh ủy Cần Thơ quyết định tách xã Trường Thành thuộc huyện Ô Môn ra hai xã là xã Trường Thành và xã Trường Long, đồng thời giao xã Trường Long về cho huyện Châu Thành quản lý.
Năm 1966, xã Trường Long thuộc huyện Châu Thành A.
Tháng 8 năm 1972, Thường vụ Khu ủy Khu 9 của phía chính quyền Cộng hòa Miền Nam Việt Nam quyết định tách 6 xã vùng ven thị xã Cần Thơ vốn thuộc huyện Ô Môn và huyện Châu Thành trước đó để sáp nhập vào địa bàn thành phố Cần Thơ trực thuộc Khu 9.
Năm 1973, tiếp tục tách xã Trường Long thành hai xã: Trường Long và Trường Long Tây. Trong đó, địa bàn xã Trường Long Tây thuộc huyện Châu Thành A trùng với địa bàn xã Lệ Tâm thuộc quận Thuận Nhơn, tỉnh Phong Dinh của chính quyền Việt Nam Cộng hòa.
Sau ngày 30 tháng 4 năm 1975, chính quyền quân quản Cộng hòa miền Nam Việt Nam của tỉnh Cần Thơ ban đầu vẫn đặt huyện Ô Môn thuộc tỉnh Cần Thơ cho đến đầu năm 1976. Huyện lỵ là thị trấn Ô Môn, được thành lập do tách đất từ xã Thới Thạnh. Lúc này, chính quyền Cách mạng cũng bỏ danh xưng "quận" có từ thời Pháp thuộc và lấy danh xưng "huyện" (quận và phường dành cho các đơn vị hành chánh tương đương khi đã đô thị hóa). Đồng thời, chính quyền Cách mạng cũng điều chỉnh hành chánh một số xã của chính quyền Việt Nam Cộng hòa như sau:
- Giải thể xã Ngôn Thiện, sáp nhập địa bàn vào xã Thới Long thuộc huyện Ô Môn.
- Bàn giao xã Thạnh Phú về cho huyện Thốt Nốt quản lý trở lại như trước.
- Giải thể xã Cầu Nhiếm, sáp nhập địa bàn vào hai xã Tân Thới và Trường Thành như cũ.

Ngày 20 tháng 9 năm 1975, Bộ Chính trị ban hành Nghị quyết số 245-NQ/TW về việc hợp nhất tỉnh Cần Thơ (ngoại trừ huyện Thốt Nốt), tỉnh Sóc Trăng, tỉnh Trà Vinh, tỉnh Vĩnh Long thành một tỉnh, tên gọi tỉnh mới cùng với nơi đặt tỉnh lỵ sẽ do địa phương đề nghị lên.
Ngày 20 tháng 12 năm 1975, Bộ Chính trị ban hành Nghị quyết số 19/NQ về việc hợp nhất tỉnh Cần Thơ (bao gồm cả huyện Thốt Nốt của tỉnh Long Xuyên), tỉnh Sóc Trăng thành một tỉnh mới, tên gọi tỉnh mới cùng với nơi đặt tỉnh lỵ sẽ do địa phương đề nghị lên.

### Giai đoạn 1976–2003
Ngày 24 tháng 2 năm 1976, Chính phủ Cách mạng lâm thời Cộng hòa miền Nam Việt Nam ban hành Nghị định số 3/NQ/1976 về việc hợp nhất tỉnh Cần Thơ, tỉnh Sóc Trăng và thành phố Cần Thơ thành một tỉnh mới, lấy tên là tỉnh Hậu Giang.
Ngày 24 tháng 3 năm 1976, Chính phủ ban hành Quyết định số 17/QĐ-76 về việc hợp nhất ba đơn vị hành chính cấp tỉnh ngang bằng nhau là tỉnh Cần Thơ, tỉnh Sóc Trăng và thành phố Cần Thơ thành tỉnh mới, lấy tên là tỉnh Hậu Giang.
Huyện Ô Môn thuộc tỉnh Hậu Giang có thị trấn Ô Môn và 11 xã: Định Môn, Phước Thới, Tân Thới, Thới An, Thới Đông, Thới Lai, Thới Long, Thới Thạnh, Trường Lạc, Trường Thành, Trường Xuân.
Ngày 28 tháng 3 năm 1983, Hội đồng Bộ trưởng ban hành Quyết định số 21-HĐBT về việc:
- Thành lập xã Đông Hiệp gồm ấp Thới Hiệp của xã Thới Đông và một phần của ấp Thới Hữu thuộc xã Thới Lai.
- Chia xã Thới Đông thành 5 xã: Đông Bình, Đông Thuận, Thới Đông, Thới Phước, Thới Xuân.
- Chia xã Thới Lai thành 5 xã: Thới Hòa, Thới Hữu, Thới Khương Ninh, Thới Khương Bình, Thới Lai.
- Chia xã Trường Xuân thành 5 xã: Trường Xuân, Xuân Bình, Xuân Đại, Xuân Mai, Xuân Thắng.
- Sáp nhập ấp Định Khánh A và một phần ấp Định Khánh B của xã Định Môn vào xã Trường Thành.
- Chia xã Trường Thành thành 3 xã: Trường An, Trường Tân, Trường Thành.
- Sáp nhập ấp Thới Hòa C của xã Thới Thạnh vào xã Thới Long.
- Chia xã Thới Long thành xã Thới Hưng và xã Thới Long.
- Sáp nhập ấp Định Phước của xã Định Môn vào xã Thới Thạnh.
- Chia xã Thới Thạnh thành xã: Tân Thạnh và xã Thới Thạnh.
- Sáp nhập ấp Thới Phong của xã Thới An vào xã Phước Thới.
- Chia xã Phước Thới thành xã: Phước An và xã Phước Thới.

Ngày 16 tháng 9 năm 1989 Hội đồng Bộ trưởng ban hành Quyết định số 128-HĐBT về việc:
- Sáp nhập 4 xã: Thới Hòa, Thới Hữu, Thới Khương Ninh, Thới Khương Bình vào xã Thới Lai.
- Sáp nhập xã Xuân Mai vào xã Xuân Bình.
- Sáp nhập xã Xuân Đại vào xã Xuân Thắng.
- Tách ấp Định Khánh A và một phần ấp Định Khánh B của xã Định Môn để sáp nhập vào xã Trường Thành.
- Sáp nhập xã Trường Tân và xã Trường An vào xã Trường Thành.
- Sáp nhập xã Thới Hưng vào xã Thới Long.
- Sáp nhập xã Tân Thạnh vào xã Thới Thạnh.
- Sáp nhập xã Phước An vào xã Phước Thới.

Ngày 21 tháng 12 năm 1991, Ban Tổ chức – Cán bộ của Chính phủ ban hành Quyết định về việc:
- Giải thể xã Đông Hiệp, nhập địa bàn vào xã Thới Đông và xã Thới Lai.
- Sáp nhập xã Thới Xuân vào xã Thới Đông.
- Sáp nhập xã Đông Bình vào xã Đông Thuận.
- Sáp nhập xã Xuân Bình vào xã Trường Xuân.

Ngày 26 tháng 12 năm 1991, Quốc hội ban hành Nghị quyết về việc chia tỉnh Hậu Giang thành tỉnh Cần Thơ và tỉnh Sóc Trăng.
Huyện Ô Môn thuộc tỉnh Cần Thơ có thị trấn Ô Môn và 12 xã: Định Môn, Đông Thuận, Phước Thới, Tân Thới, Thới An, Thới Đông, Thới Lai, Thới Long, Thới Thạnh, Trường Lạc, Trường Thành, Trường Xuân.
Ngày 21 tháng 4 năm 1998, Chính phủ ban hành Nghị định số 21/1998/NĐ-CP về việc:
- Thành lập thị trấn Cờ Đỏ trên cơ sở điều chỉnh 438 ha diện tích tự nhiên và 7.914 nhân khẩu của xã Thới Đông; 320 ha diện tích tự nhiên và 1.894 nhân khẩu của xã Thạnh Phú thuộc huyện Thốt Nốt.
- Thành lập xã Đông Bình trên cơ sở điều chỉnh 2.770,56 ha diện tích tự nhiên và 6.720 nhân khẩu của xã Đông Thuận.
- Thành lập xã Đông Hiệp trên cơ sở điều chỉnh 1.754 ha diện tích tự nhiên và 5.222 nhân khẩu của xã Thới Đông; 680 ha diện tích tự nhiên và 1.337 nhân khẩu của xã Thới Long; 914,9 ha diện tích tự nhiên và 3.054 nhân khẩu của xã Thới Lai.

Ngày 4 tháng 8 năm 2000, Chính phủ ban hành Nghị định số 28/2000/NĐ-CP về việc thành lập thị trấn Thới Lai trên cơ sở 946,51 ha diện tích tự nhiên và 10.183 nhân khẩu của xã Thới Lai.
Ngày 19 tháng 4 năm 2002, Chính phủ ban hành Nghị định số 47/2002/NĐ-CP về việc thành lập xã Trường Xuân A trên cơ sở 3.679,07 ha diện tích tự nhiên và 13.094 nhân khẩu của xã Trường Xuân.
Ngày 12 tháng 5 năm 2003, Chính phủ ban hành Nghị định số 48/2003/NĐ-CP về việc thành lập xã Xuân Thắng trên cơ sở 1.207,7 ha diện tích tự nhiên và 7.645 nhân khẩu của xã Thới Lai.
Ngày 26 tháng 11 năm 2003, Quốc hội ban hành Nghị quyết số 22/2003/QH11 về việc chia tỉnh Cần Thơ thành thành phố Cần Thơ trực thuộc trung ương và tỉnh Hậu Giang.
Huyện Ô Môn thuộc tỉnh Cần Thơ có 3 thị trấn: Ô Môn, Cờ Đỏ, Thới Lai và 16 xã: Định Môn, Đông Bình, Đông Hiệp, Đông Thuận, Phước Thới, Tân Thới, Thới An, Thới Đông, Thới Lai, Thới Long, Thới Thạnh, Trường Lạc, Trường Thành, Trường Xuân, Trường Xuân A, Xuân Thắng.

### Giai đoạn 2004–2025
Ngày 2 tháng 1 năm 2004, Chính phủ ban hành Nghị định số 05/2004/NĐ-CP về việc:
- Thành lập quận Ô Môn thuộc thành phố Cần Thơ trên cơ sở toàn bộ diện tích, dân số của thị trấn Ô Môn và các xã Thới An, Phước Thới, Trường Lạc, 3.585,49 ha diện tích tự nhiên và 35.376 người của xã Thới Long thuộc huyện Ô Môn.
- Thành lập phường Châu Văn Liêm trên cơ sở toàn bộ 1.658,42 ha diện tích tự nhiên và 30.485 nhân khẩu của thị trấn Ô Môn.
- Thành lập phường Phước Thới trên cơ sở toàn bộ 2.682,57 ha diện tích tự nhiên và 20.193 nhân khẩu của xã Phước Thới.
- Thành lập phường Thới An trên cơ sở toàn bộ 2.430,62 ha diện tích tự nhiên và 26.474 nhân khẩu của xã Thới An.
- Thành lập phường Thới Long trên cơ sở 3.585,49 ha diện tích tự nhiên và 35.376 nhân khẩu của xã Thới Long.
- Thành lập phường Trường Lạc trên cơ sở toàn bộ 2.200,16 ha diện tích tự nhiên và 15.803 nhân khẩu của xã Trường Lạc.
- Thành lập huyện Cờ Đỏ trên cơ sở toàn bộ diện tích tự nhiên, dân số của 2 thị trấn: Cờ Đỏ, Thới Lai và 11 xã: Định Môn, Đông Bình, Đông Hiệp, Đông Thuận, Thới Đông, Thới Lai, Thới Thạnh, Trường Thành, Trường Xuân, Trường Xuân A, Xuân Thắng và 6.981 ha diện tích tự nhiên và 13.017 nhân khẩu còn lại của xã Thới Long thuộc huyện Ô Môn.
- Thành lập huyện Phong Điền trên cơ sở toàn bộ diện tích tự nhiên, dân số của 2 xã: Giai Xuân, Mỹ Khánh thuộc thành phố Cần Thơ cũ; xã Tân Thới thuộc huyện Ô Môn và 3 xã: Nhơn Ái, Nhơn Nghĩa, Trường Long thuộc huyện Châu Thành A.

Quận Ô Môn có 12.557,26 ha diện tích tự nhiên và 128.331 nhân khẩu; có 5 đơn vị hành chính cấp xã trực thuộc, bao gồm 5 phường: Châu Văn Liêm, Phước Thới, Thới An, Thới Long, Trường Lạc.
Ngày 16 tháng 1 năm 2007, Chính phủ ban hành Nghị định số 11/2007/NĐ-CP về việc thành lập phường Thới Hòa trên cơ sở điều chỉnh 702,84 ha diện tích tự nhiên và 7.766 người của phường Châu Văn Liêm.
Quận Ô Môn có 12.557,26 ha diện tích tự nhiên và 127.889 người; có 6 đơn vị hành chính cấp xã trực thuộc, bao gồm 6 phường: Châu Văn Liêm, Phước Thới, Thới An, Thới Hòa, Thới Long, Trường Lạc.
Ngày 6 tháng 11 năm 2007, Chính phủ ban hành Nghị định số 162/2007/NĐ-CP về việc thành lập phường Long Hưng trên cơ sở điều chỉnh 1.713,91 ha diện tích tự nhiên và 14.029 người của phường Thới Long.
Quận Ô Môn có 12.540,86 ha diện tích tự nhiên và 131.124 người; có 7 đơn vị hành chính cấp xã trực thuộc, bao gồm 7 phường: Châu Văn Liêm, Long Hưng, Phước Thới, Thới An, Thới Hòa, Thới Long, Trường Lạc.
Ngày 12 tháng 6 năm 2025, Quốc hội ban hành Nghị quyết số 202/2025/QH15 về việc sắp xếp đơn vị hành chính cấp tỉnh (nghị quyết có hiệu lực từ ngày 12 tháng 6 năm 2025). Theo đó, sáp nhập tỉnh Hậu Giang và tỉnh Sóc Trăng vào thành phố Cần Thơ.
Ngày 16 tháng 6 năm 2025, Quốc hội ban hành Nghị quyết số 203/2025/QH15 về việc Sửa đổi, bổ sung một số điều của Hiến pháp nước Cộng hòa xã hội chủ nghĩa Việt Nam. Theo đó, kết thúc hoạt động của đơn vị hành chính cấp huyện trong cả nước từ ngày 1 tháng 7 năm 2025.

## Kinh tế - xã hội
Quận Ô Môn nằm liền kề trung tâm của thành phố. Hiện nay quận Ô Môn là quận có quy mô công nghiệp lớn thứ 2 thành phố sau quận Thốt Nốt. Quận có vị trí quan trọng, chiến lược trong phát triển kinh tế, năng lượng, y tế, giáo dục và đô thị mới của thành phố trong tương lai.

### Danh sách KCN, Nhà máy trên địa bàn quận Ô Môn
- Khu công nghiệp Trà Nóc II
- Khu công nghệ cao thành phố Cần Thơ
- Vườn ươm Công Nghệ Công Nghiệp Việt Nam - Hàn Quốc
- Nhà máy điện Ô Môn I
- Nhà máy nhiệt điện Ô Môn II
- Nhà máy nhiệt điện Ô Môn III
- Nhà máy nhiệt điện Ô Môn IV.

Hiện các khu công nghiệp, khu công nghệ cao, nhà máy này giữ vai động lực phát triển và nhằm cung cấp và đào tạo nguồn nhân lực lao động trên địa bàn thành phố. Ngoài ra KCN Trà Nóc 2 nằm trên địa bàn quận hiện nay đang dẫn đầu  thành phố về thu hút đầu tư, với 55 dự án đầu tư, tổng số vốn đăng kí lên đến 530 triệu USD. Trong KCN Trà Nóc 2 hiện nay có các doanh nghiệp lớn như Nhà máy sản xuất ô tô Cần Thơ, chi nhánh Công ty Pepsico, công ty thủy sản Cổ Chiên,...
Trong 9 tháng năm 2020, kinh tế của quận Ô Môn tiếp tục phát triển, tổng giá trị sản xuất được 19.609 tỉ đồng, đạt 77% kế hoạch. Quận đã huy động nhiều nguồn lực đầu tư xây dựng kết cấu hạ tầng, đến nay đã giải ngân được 112 tỉ đồng vốn xây dựng cơ bản, đạt 70,5% kế hoạch. Tổng thu ngân sách được 116 tỉ đồng, đạt 63,6% kế hoạch. Cơ sở hạ tầng, vật chất của ngành Giáo dục và Đào tạo, Y tế được quan tâm đầu tư; công tác phòng chống dịch bệnh được thực hiện chủ động, có hiệu quả,...

### Xã hội
Một số trường Cao đẳng, trường học và bệnh viện trên địa bàn quận Ô Môn:
- Bệnh viện Lao và bệnh Phổi Thành phố Cần Thơ
- Bệnh viện Tâm thần Thành phố Cần Thơ
- Bệnh viện Đa khoa quận Ô Môn
- Trung tâm Y tế quận Ô Môn
- Trung tâm Y tế dự phòng quận Ô Môn
- Cao đẳng Cơ điện và Nông nghiệp Nam Bộ
- Học Viện Phật Giáo Nam Tông Khmer.

Một số trường học các cấp từ mầm non, tiểu học, THCS và THPT trên địa bàn quận như:
- Trường mầm non Sao Mai
- Trường Tiểu Học Nguyễn Việt Hồng
- Trường Tiểu Học Nguyễn Huệ
- Trường Tiểu Học Nguyễn Bỉnh Khiêm
- Trường THCS Châu Văn Liêm
- Trường THCS Lê Lợi
- Trường THCS Nguyễn Trãi
- Trường THCS Ngô Quyền
- Trường THPT Lưu Hữu Phước
- Trường THPT Lương Định Của
- Trường THPT Thới Long
- Trường Phổ Thông Dân Tộc Nội Trú
- Trung tâm GDTX–KTTHHN Quận Ô Môn.

### Hạ tầng đô thị
- Khu đô thị Thành Đô với quy mô 34.482 m² tại phường Châu Văn Liêm.
- Khu dân cư Phước Thới với quy mô 28.505,5 m² tại phường Phước Thới.
- Khu tái định cư Ô Môn khu 1 quy mô 4,69 ha.
- Khu tái định cư sau trường nội trú quy mô 3,45 ha tại phường Châu Văn Liêm
- Khu đô thị và tái định cư số 14 quy mô 232 ha, danh mục đầu tư của thành phố.
- Khu thể dục thể thao thành phố quy mô 500 ha tại phường Trường Lạc, kêu gọi đầu tư.
- Khu tái định cư số 3 quy mô 50 ha tại phường Châu Văn Liêm, danh mục đầu tư của thành phố.
- Khu tái định cư số 4 quy mô 20 ha, danh mục đầu tư của thành phố.
- Khu đô thị mới Trường Lạc quy mô 32 ha tạo phường Trường Lạc. Kêu gọi đầu tư.
- Khu tái định cư Bình Thủy – Ô Môn quy mô 215ha trong đó có 1 phần tại phường Trường Lạc.
- Khu thương mại dịch vụ du lịch vui chơi giải trí quy mô 47 ha.
- Khu đô thị Ô Môn 1 phường Phước Thới, diện tích 158,57 ha.
- Khu đô thị mới Ô Môn 2, vị trí quy hoạch tại phường Phước Thới, diện tích 69,55 ha.
- Khu thiết chế công đoàn 3,1 ha tại Phước Thới, chuẩn bị đầu tư.
- Khu nhà ở Bình Hoà A quy mô 9,8ha tại phường Phước Thới, chuẩn bị đầu tư.
- Khu đô thị mới Châu Văn Liêm quy mô 21,56 ha.
- Khu đô thị mới Nam Quốc lộ 91 tại phường Châu Văn Liêm với diện tích 41,75 ha.

### Hạ tầng xã hội phát triển kinh tế
- KCN cao thành phố Cần Thơ quy mô 150ha tại phường Phước Thới.
- Cảng Ô Môn phục vụ cho vùng nhiệt điện Ô Môn tại phường Phước Thới.
- Các nhà máy nhiệt điện Ô Môn I, II, II & IV, khí lô B và bổ sung nhà máy nhiệt điện Ô Môn V tại các phường Phước Thới và Thới An.

### Hạ tầng y tế & giáo dục
Bổ sung quy hoạch khu làng đại học thành phố từ quận Bình Thủy và ranh quận Ô Môn tại phường Trường Lạc.
Quy hoạch mới 12 tuyến bệnh viện chính cơ sở 2 và 1 số tuyến bệnh viện được di dời ra khỏi quận Ninh Kiều và xây mới về quận Ô Môn gồm:
- Bệnh viện Tim Mạch thành phố Cần Thơ cơ sở 2 quy mô 200 giường.
- Bệnh viện Mắt thành phố Cần Thơ cơ sở 2 quy mô 150 giường.
- Bệnh viện Nhi Đồng thành phố Cần Thơ cơ sở 2.
- Bệnh viện Đa khoa thành phố Cần Thơ cơ sở 2.
- Bệnh viện Lão khoa – nội tiết thành phố Cần Thơ quy mô 100 giường cơ sở 2.
- Bệnh viện Nhiệt đới thành phố Cần Thơ quy mô 100 giường.
- Bệnh viện Ung Bướu Cần Thơ cơ sở 2 quy mô 700 giường.
- Bệnh viện Tai – Mũi – Họng thành phố Cần Thơ cơ sở chính, quy mô 150 giường.
- Bệnh viện Da liễu thành phố quy mô 300 giường.
- Bệnh viện Răng – Hàm – Mặt thành phố quy mô 100 giường.
- Bệnh viện chuyên khoa nội tiết cơ sở 2 quy mô 50 giường.
- Bệnh viện Phục hồi chức năng thành phố cơ sở 2 quy mô 30 giường.

### Công sở
Các cơ quan của Thành Phố Cần Thơ hiện đang nằm trên địa bàn quận Ô Môn:
- Trường quân sự Thành phố Cần Thơ
- Đội quản lí thị trường số 2 – TP. Cần Thơ
- Trung tâm bảo trợ xã hội Thành phố Cần Thơ
- Trung tâm huấn luyện thể dục thể thao Quốc gia – TP. Cần Thơ.[28]

## Văn hóa

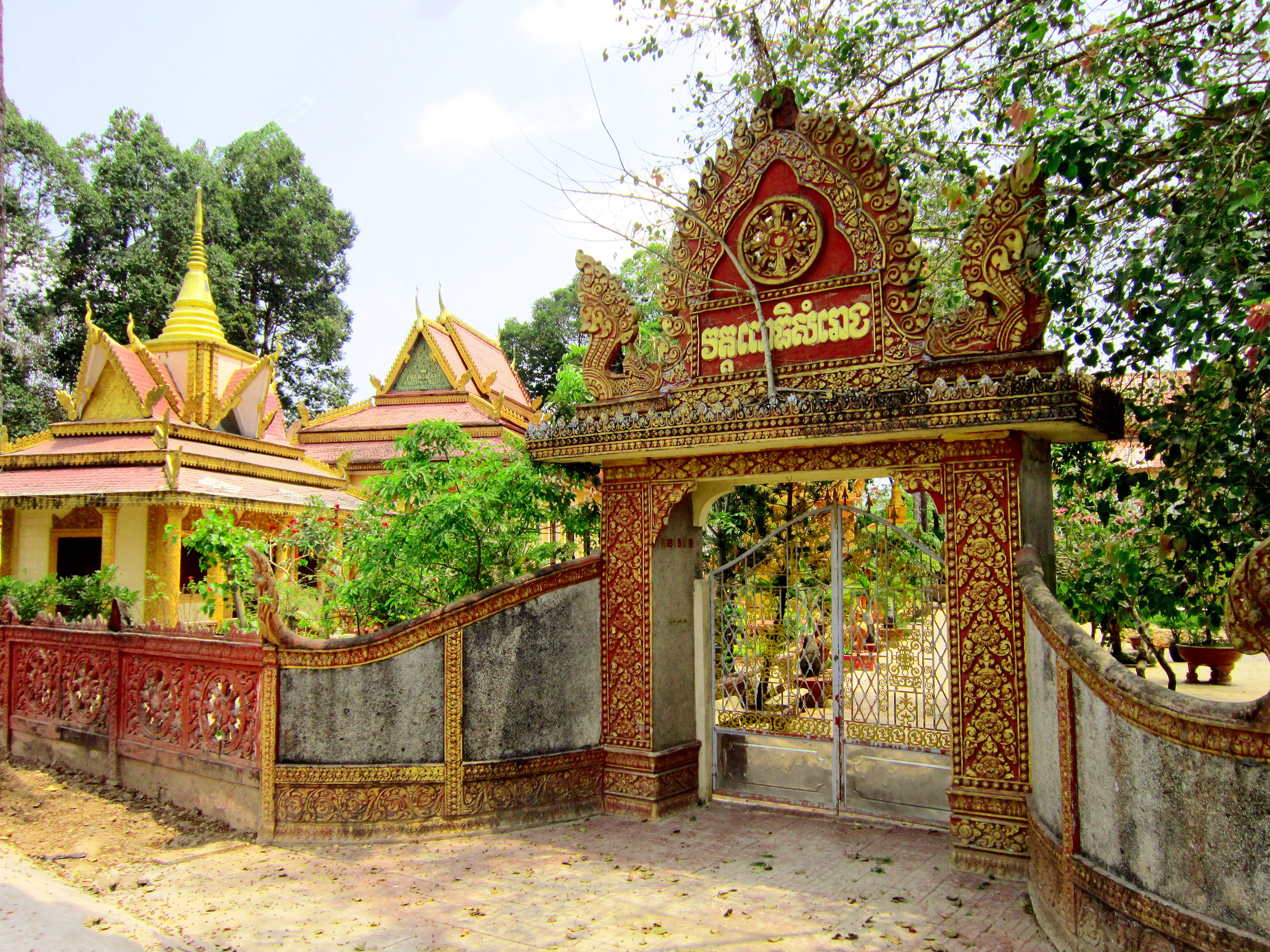
Cổng chùa Pôthi Somrôn

- Chùa Pôthi Somrôn là một ngôi chùa Khmer cổ tọa lạc bên sông Ô Môn, thuộc phường Châu Văn Liêm, quận Ô Môn. Chùa đã được công nhận là di tích lịch sử văn hóa cấp thành phố năm 2006.
- Đình Thới An được xây dựng từ đầu thế kỷ 19, hiện tọa lạc tại khu vực Thới Trinh A, phường Thới An, quận Ô Môn. Ngôi đình đã được vua Tự Đức sắc phong Thành hoàng Bổn cảnh vào năm 1852, và đã được công nhận là di tích lịch sử cấp thành phố vào năm 2004.
- Linh Sơn Cổ Miếu được xây dựng vào năm 1890, hiện tọa lạc tại phường Thới Long, quận Ô Môn. Ngôi miếu do một nhóm người Việt gốc Hoa xây dựng, và đã được công nhận là di tích lịch sử cấp thành phố vào năm 2008.

## Giao thông
Sẽ hình thành 1 số trục mới và mở rộng các trục giao thông để hình thành mạng lưới hạ tầng giao thông đô thị và liên vùng của quận.
- Đường Quốc lộ 91B: Quy mô lộ giới 40m, chiều dài 15 km.
- Đường liên vùng Ô Môn – Giồng Riềng quy mô 4 làn xe, chiều dài 25,5 km.
- Đường tỉnh 920 (Ô Môn – Thốt Nốt): Quy mô lộ giới 42m, dài 10,5km.
- Đường tỉnh 920D trục chính đô thị (Ô Môn – Thốt Nốt): Quy mô lộ giới 42m, dài 12,6km.
- Đường tỉnh 923 (Ô Môn – Phong Điền): Quy mô 4 làn xe, dài 22,3 km.
- Đường vành đai phía Tây đi qua quận với chiều dài 19,2 km quy mô bề rộng 6 làn xe.
- Đường vành đai phía Tây (Ô Môn – Thốt Nốt) bề rộng 4 làn xe, chiều dài 9 km.
- Đường tỉnh ĐT917B nối Phước Thới với nút giao cao tốc, xã Trường Xuân B huyện Thới Lai quy mô bề rộng 50m.
- Đường tỉnh 917C giao với đường tỉnh 920 và giao với ĐT.923 TT. Phong Điền quy mô bề rộng lộ giới 80m.
- ĐT. 920B: Điểm đầu giao với Quốc lộ 91 phường Thới Hòa và điểm cuối giao với Trần Kiết Tường, phường Thới An quy mô lộ giới 42m.
- ĐT. 920C: Giao với Quốc lộ 91, phường Phước Thới và điểm cuối giao với đường tỉnh 920 hiện hữu lộ giới 42m.
- ĐT. 920D: Giao với đường Quốc lộ 91 và Đặng Thanh Sử điểm cuối giao với đường dẫn cầu Tân Lộc phường Thới Thuận quy mô lộ giới 42m.
- ĐT. 922: Giao với Quốc lộ 91 phường Châu Văn Liêm và điểm cuối tại thị trấn Thới Lai quy mô lộ giới 42m.
- ĐT. 922B: Giao với Quốc lộ 91 phường Long Hưng và điểm cuối giáp ranh tỉnh Kiên Giang, xã Đông Bình huyện Thới Lai quy mô 2 – 4 làn.

### Các tuyến đường chính
- Quốc lộ 91 đi qua các phường (Phước Thới, Châu Văn Liêm, Thới Hòa, Long Hưng).
- Quốc lộ 91B đi qua phường Phước Thới.
- Đường tỉnh 920 đi qua phường Phước Thới, giai đoạn 2 đi các phường (Thới An, Thới Long).
- Đường tỉnh 922 cũ đi qua phường Châu Văn Liêm.
- Đường tỉnh 922 mới đi qua các phường Châu Văn Liêm, Trường Lạc.
- Đường tỉnh 923 đi qua phường Trường Lạc.
- ĐT. 920B (Thới An, Thới Hòa).
- Đường vành đai phía Tây đi qua các phường (Châu Văn Liêm, Trường Lạc)
- Đường Ô Môn – Giồng Riềng đi qua các phường (Thới Hòa, Thới An).
- Tuyến tránh Ô Môn (tránh sạt lở) đi qua phường Thới Hòa.

### Đường phố
| - 3 tháng 2 - 26 tháng 3 - 30 tháng 4 - Bến Bạch Đằng - Bến Hoa Viên - Cách Mạng Tháng Tám | - Châu Văn Liêm - Đắc Nhẫn - Đặng Thanh Sử - Đinh Tiên Hoàng - Hồ Văn Tửu - Huỳnh Thị Giang | - Kim Đồng - Lê Lợi - Lê Quý Đôn - Lê Văn Tám - Lộ Vòng Cung - Lưu Hữu Phước | - Lý Thường Kiệt - Ngô Quyền - Nguyễn Du - Nguyễn Trãi - Nguyễn Trung Trực - Phan Đình Phùng | - Quyết Thắng - Thái Thị Hạnh - Tôn Đức Thắng - Trần Hưng Đạo - Trần Kiết Tường - Trần Ngọc Hoằng | - Trần Nguyên Hãn - Trần Quốc Toản - Trưng Nữ Vương - Trương Văn Diễn - Tắc Ông Thục - Võ Thị Sáu |

### Các tuyến đường được nâng cấp và mở mới trên địa bàn quận
- Đường tỉnh 922 đi qua phường Trường Lạc kết nối quận Bình Thủy và các huyện Thới Lai, Cờ Đỏ (đã thông tuyến).
- Mở rộng ĐT. 923 đã và đang giải phóng mặt bằng và thi công mở rộng.
- Mở rộng tuyến Thái Thị Hạnh quy mô 20m bề rộng có vỉa hè, dải phân cách đi qua 2 phường Thới Long, Long Hưng sẽ hoàn thành vào cuối năm 2023.
- Nâng cấp tuyến Trần Ngọc Hoằng và các tuyến đường nội ô quận.
- Triển khai xây dựng tuyến vành đai phía Tây quy mô 6 làn xe đi qua các phường (Trường Lạc, Châu Văn Liêm).
- Đầu tư mới tuyến đường liên vùng Ô Môn - Giồng Riềng giai đoạn 1 quy mô 12m đi qua các phường Thới Hòa và Thới An kết nối Quốc lộ 54 với Quốc lộ 91.

## Danh nhân
- Lưu Hữu Phước, Nhạc sĩ
- Trần Kiết Tường, Nhạc sĩ
- Võ Minh Trọng, cầu thủ bóng đá